# 福田敏昭
福田 敏昭（ふくだ としあき、1980年9月1日 - ）は、栃木県出身の男子フィールドホッケー選手である。171cm、68kg。現役時代は名古屋フラーテル所属。現役時代のポジションはフォワード。

## 来歴
姉の影響により小学4年の時にホッケーを始め、今市高校を経て、法政大学在学中に日本代表に選ばれ2001年12月のチャンピオンズチャレンジvsマレーシアで初キャップ。アジア大会にも出場。
卒業後の2003年に男子ホッケーの名門、表示灯に入社。コンスタントに活躍を続け、後身の名古屋フラーテルと合わせ5連覇に貢献。
日本代表でも2006年12月現在43キャップを獲得。W杯でも歴代最高位に並ぶ9位となる。
同年のアジア大会でも4位に導く。
40年ぶりの五輪出場となる北京五輪を目指していた。
30歳の2010年に現役を引退し日光にUターン。
2015年から栃木県の社会人ホッケーチームLIEBE栃木の監督に就任。
チームが2024年に第66回全日本社会人ホッケー選手権大会、高円宮牌2024男子ホッケー日本リーグ D1、第98回全日本男子ホッケー選手権大会で優勝し、合わせて3冠に貢献。